# Újiráz
Újiráz ist eine ungarische Gemeinde im Kreis Berettyóújfalu im Komitat Hajdú-Bihar.

## Geografische Lage
Újiráz liegt im östlichen Teil Ungarns, nördlich des Flusses Sebes-Körös und grenzt an das Komitat Békés sowie an folgende Gemeinden:
|                | Csökmő                                      |        |
| Szeghalom (BE) | Kompassrose, die auf Nachbargemeinden zeigt | Komádi |
|                | Vésztő (BE)                                 |        |

## Geschichte
Auf dem Gebiet der heutigen Gemeinde gab es ehemals eine Ortschaft, die jedoch 1598 von einer tatarischen Armee völlig zerstört wurde, auf der Landesaufnahme (1782–1785) findet sich an der vermuteten Stelle nur noch eine Kirchenruine (Rudera). Auch in der Landesaufnahme um 1892 ist noch keine Siedlung verzeichnet. Die Wiederbesiedlung erfolgte erst im Jahr 1911, als sich hundert katholische Siedler aus dem Komitat Békés dort niederließen und Arbeit vor Ort auf den Ländereien des Kapitels von Nagyvárad fanden. Die Fläche der Siedlung betrug damals 727 Katastraljoche. Es wurden neben Wohngebäuden eine Schule, ein Pfarrhaus und eine Kirche im Ort errichtet.

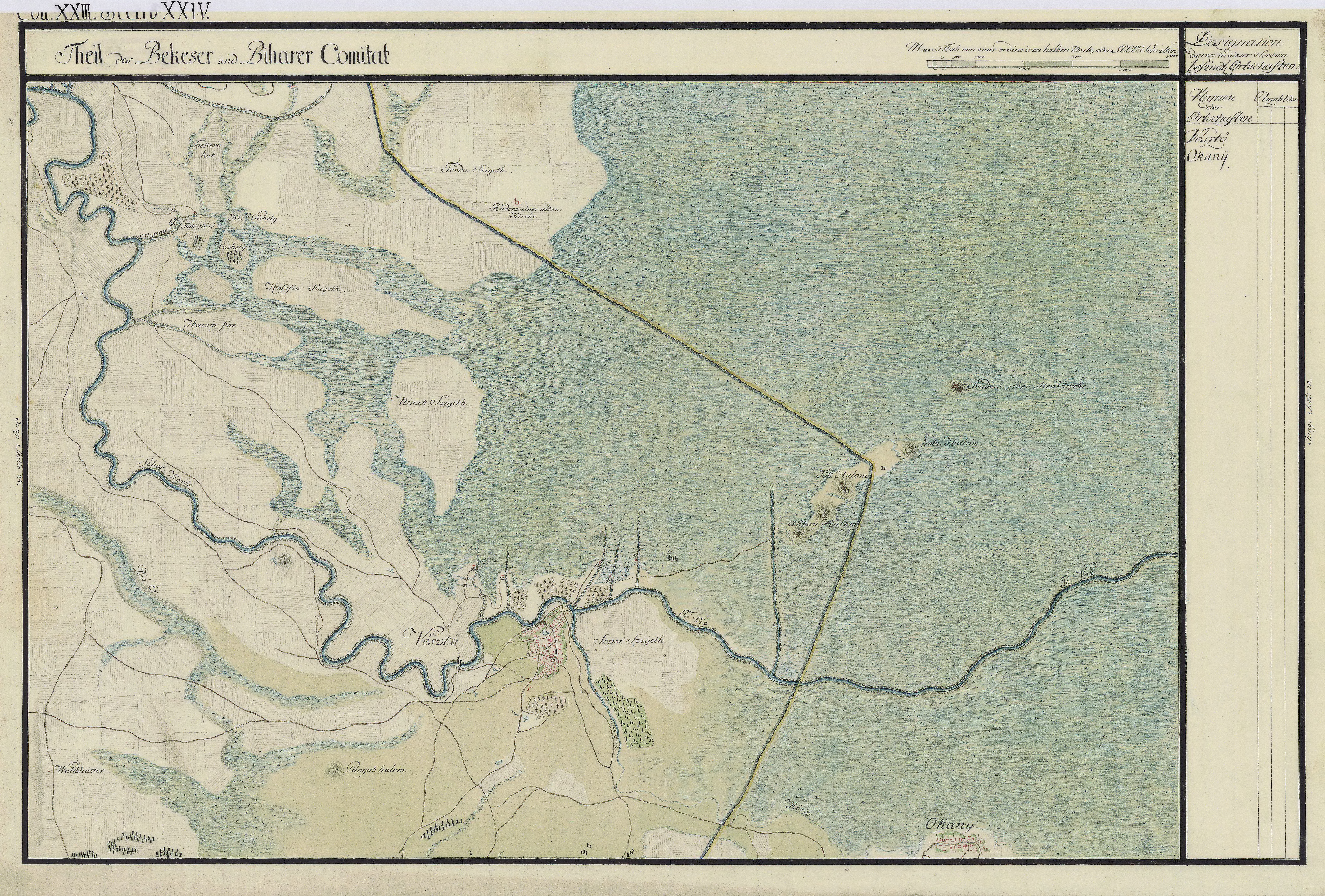
Rudera einer alten Kirche (rechts Mitte) um 1782 (Aufnahmeblatt der Josephinischen Landesaufnahme)
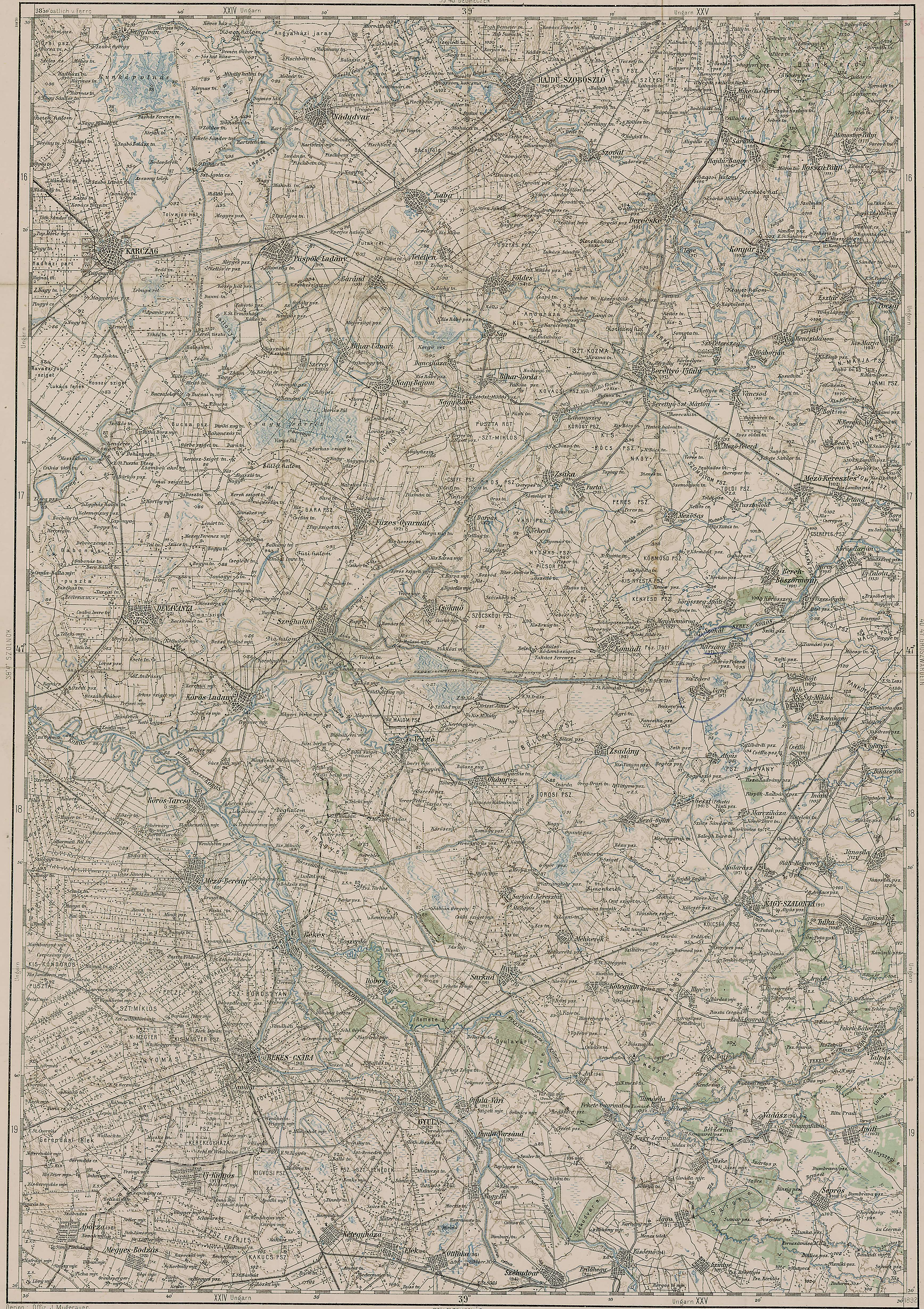
Keine Siedlung verzeichnet (N 46° 59'; O 39° 2') (um 1892) (Aufnahmeblatt der Franzisco-Josephinischen Landesaufnahme)

## Sehenswürdigkeiten
- Denkmal der ersten hundert Siedler (Az első száz telepes emlékműve)
- 1848er-Denkmal
- Kruzifix
- Römisch-katholische Kirche Magyarok Nagyasszonya, erbaut 1911–1912 nach Plänen von Ferenc Sztaril im neoromanischen Stil und eingeweiht 1912 von Bischof Miklós Széchényi aus Nagyvárad, die Orgel der Kirche wurde 1913 von Antal Országh gebaut
- Weltkriegsdenkmal für die Opfer der beiden Weltkriege

## Verkehr
In Újiráz treffen die Landstraßen Nr. 4221 und 4223 aufeinander. Es bestehen Busverbindungen nach Csökmő und Komádi. Die nächstgelegenen Bahnhöfe befinden sich in Szeghalom und Vésztő.